# Нестеренко, Борис Григорьевич
Борис Григорьевич Нестеренко Архивная копия от 28 апреля 2017 на Wayback Machine (1914 −1988) — член Союза художников СССР, участник многих художественных выставок, зарубежных аукционов, его работы имеются в украинских музеях, галереях, частных коллекциях ближнего зарубежья и дальнего зарубежья в Украине и Российской Федерации.

## Биография
Борис Григорьевич Нестеренко (укр. — Борис Григорович Нестеренко) родился 7 августа 1914 года в городе Пинске (Российская империя — сейчас Республика Беларусь) — с 1921 по 1939 Пинск находился в составе Польской Республики. Отец его был начальником гомельских паровозоремонтных мастерских (основаны в 1874 году как паровозовагоноремонтные мастерские Либаво-Роменской железной дороги). В многодетной семье было девять детей, младшие − близнецы Борис и ГлебВоины 2-й танковой дивизии: фамилии на букву «Н» Архивная копия от 27 апреля 2017 на Wayback MachineОБД Мемориал Архивная копия от 27 апреля 2017 на Wayback Machine стали художниками.
В 1934 году они поступили в Витебский художественный техникум — до 1923 г. и после 1934 по 1939 г. Витебское художественное училище. После окончания художественного техникума в 1939 году Борис поступил во Всероссийскую Академию Художеств (Академия художеств СССР), но учиться ему не довелось, так как в том же году он был призван в армию, служил в должности командира танка, затем был заброшен парашютным десантом на территорию БССР, где организовал партизанский отряд, проводил диверсии на коммуникациях немецко-фашистских захватчиков. Был комиссаром партизанского соединения в Белоруссии по Барановичской области []
После окончания войны работал начальником областного отдела искусств в Барановичах и был художником при Союзе художников БССР.
В 1950 году он переехал в Киев, отныне его жизнь и творчество связаны с Украиной. Участвовал в оформлении Всесоюзной сельскохозяйственной выставки (Выставка достижений народного хозяйства). Работал в Киевском товариществе художников и Киевском областном отделении Художественного фонда Украины.
Художник — участник Второй мировой войны — был награждён многими орденами и медалями.

## Творчество
Борис Григорьевич Нестеренко − художник двумерного пространства[], его рейтинг в Едином художественном рейтинге (один из инструментов формирования цивилизованного арт-рынка) 3В — художник-профессионал, признанный и востребованный художественным рынком и публикой. Соединял в своем творчестве традиции советской, украинской и белорусской живописных школ, черты академического соцреализма и так называемого «советского импрессионизма».
Работал в разных жанрах станковой живописи — в первую очередь, пейзажной, в том числе морском и городском пейзаже — на его картинах запечатлены: Киев, уже во многом нами утраченный, Выдубичи, Киево-Печерская лавра, а также культовый Седнев, в живописных окрестностях которого располагался Дом творчества художников Украины. Недаром многие пейзажные объекты Седнева на его картинах совпадают с натурой известной украинской художницы Татьяны Ниловны Яблонской.
Кроме того, художник работал в жанре портрета, историческом жанре, автор Ленинианы, жанровой живописи, натюрмортов в стиле соцреализма и советского импрессионизма в техниках − масло, темпера, карандаш. Хронология работ: 50-е-80-е годы XX века.
Борис Григорьевич Нестеренко — участник многих выставок республиканского и всесоюзного значения. Его работы находятся в фондах Донецкого художественного музея («Партизанка» 1971 г., «Вечер на Десне» 1972), Хмельницкого краеведческого музея («У суворі роки війни» 1974), Краматорского художественного музея («Натюрморт» 1979) и др.
В частных коллекциях, галереях, коллекциях различных учреждений − ВУЗов, банков, библиотек − находятся его работы "Станция метро «Днепр» 1964, «Бригадир» 1972, «В мастерской художника» 1975, «Вдохновение» («Чайковский за работой») 1976, «По старым дорогам» 1977, «Поля налево, поля направо» 1985, «Чарівниця» 1986, «Днепровские дали» 1987, «Повінь на Дніпрі» 1987, «Наша спрацювала» 1988 и многие другие. На зарубежных аукционах Франции, Италии и других стран проданы работы «Трудные задания» 1956, «Страж» и др.

## Выставки
После смерти художника в киевском Доме художника была проведена персональная выставка его живописных работ.
В 90-е годы его картины активно вывозились за границу галеристами, следы многих работ утеряны навсегда.
К столетию со дня рождения художника состоялась выставка-ретроспектива его работ в музее-мастерской Ивана Кавалеридзе.